# Andrzej Grubba
Andrzej Stanisław Grubba (Brzeźno Wielkie, 14 maggio 1958 – Sopot, 21 luglio 2005) è stato un tennistavolista polacco, vincitore della Coppa del Mondo di tennistavolo nel 1988.